# Pavel Konzbul

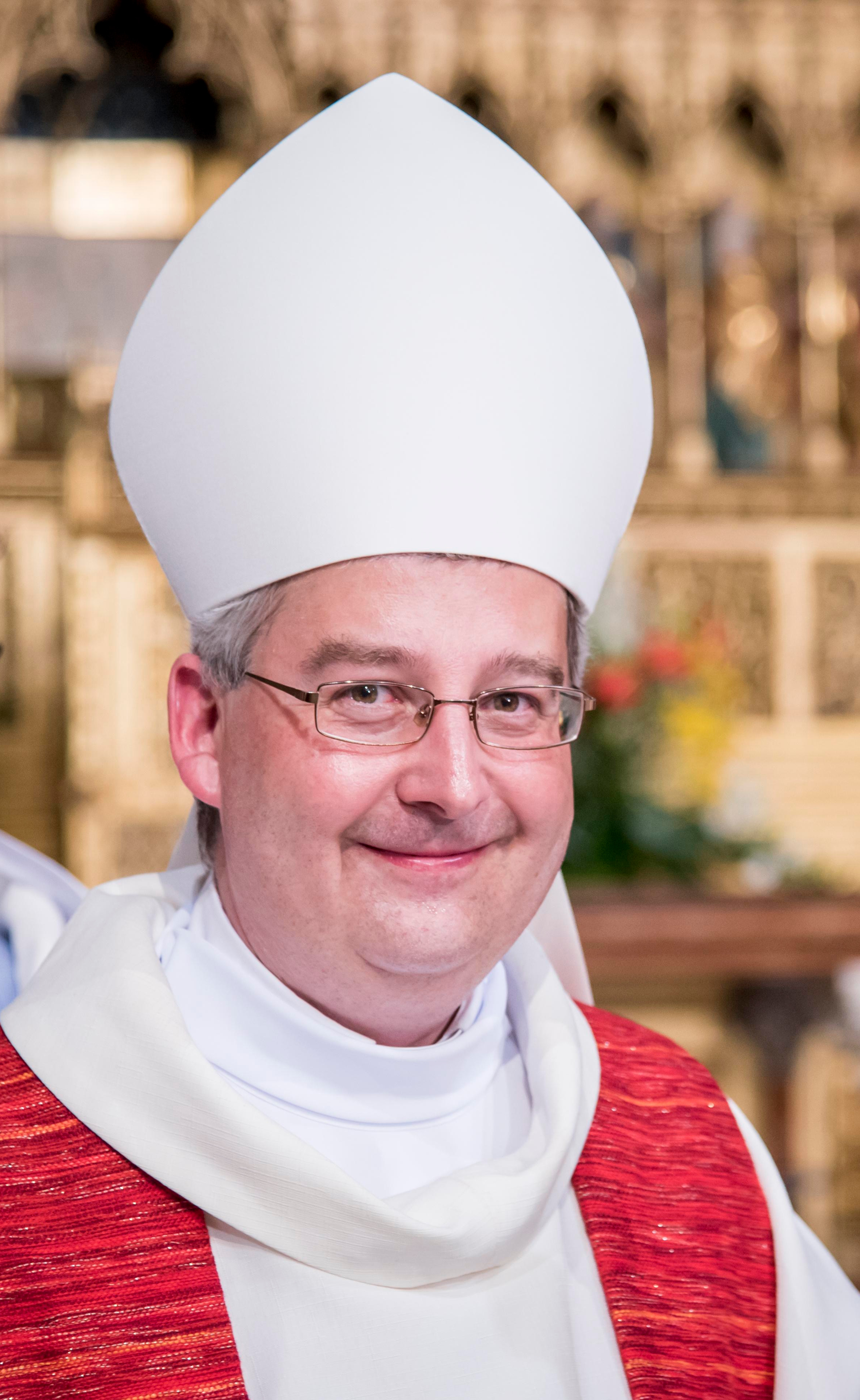
Pavel Konzbul am Tag seiner Bischofsweihe

Bischofswappen von Pavel Konzbul

Pavel Konzbul (* 17. Oktober 1965 in Brünn, Tschechoslowakei) ist ein tschechischer Geistlicher und römisch-katholischer Bischof von Brünn.

## Leben
Pavel Konzbul empfing am 28. Juni 2003 das Sakrament der Priesterweihe für das Bistum Brünn.
Am 21. Mai 2016 ernannte ihn Papst Franziskus zum Titularbischof von Litomyšl und bestellte ihn zum Weihbischof in Brünn. Die Bischofsweihe spendete ihm der Bischof von Brünn, Vojtěch Cikrle, am 29. Juni desselben Jahres. Mitkonsekratoren waren der Erzbischof von Olmütz, Jan Graubner, und der Olmützer Weihbischof Josef Hrdlička.
Am 26. Mai 2022 ernannte ihn Papst Franziskus zum Bischof von Brünn. Die Amtseinführung fand am 29. Juni desselben Jahres statt.